# 仮面ライダーSD グランショッカーの野望
『仮面ライダーSD グランショッカーの野望』（かめんライダー エスディー グランショッカーのやぼう）は、1993年1月22日にエンジェルから発売されたファミリーコンピュータ用ソフト。メガハウスが制作に参加している。

## 概要
『仮面ライダーシリーズ』（1971年 - ）の派生作品、『仮面ライダーSD』のゲーム作品。システムは、仮面ライダーが敵と直接格闘するものではなく、バイクレースによって対決するロールプレイングゲーム形式となっている。マップ移動はボードゲーム形式で、ルーレットによって出た目分移動する。
グランショッカーによって復活した各仮面ライダーの宿敵達により支配された日本の各地方を、仮面ライダー軍団が解放しに行き、最終的にグランショッカーのアジトを目指すというストーリー。
登場するキャラクターは仮面ライダーSDに登場したものに準じている。ただし、 ライダーマンとスカイライダーはバイクのチューンナップと偵察のサポートという形で登場するため、操作キャラクターとして選択はできない。

## ゲーム内容

### システム
操作できる9人の仮面ライダーは、オンロードが得意な「バトルライダーズ」、オフロードが得意な「ワイルドライダーズ」、平均的な「メカニックライダーズ」の3つのチームに分かれており、ライダーキャリアから出撃する際どれかを選択する。
レベルアップの要素があるが、その場でバイクの性能が上がるわけではなく、ライダーキャリアにいるライダーマンによってチューンナップされる事により初めて性能が上がる。なお、強化できる性能は「エンジン」、「耐久力」、「燃料タンク」の3つで、任意に選択できる。
「エンジン」は戦闘時のバイクのスプリントレースでのスピードやルーレットの数値に影響し、「耐久力」は文字通りバイクの耐久力をあらわし、「燃料タンク」はバイクの燃料の限界量となる。耐久値は敵の行動や戦闘結果によって、燃料は自らの行動によって、それぞれ常に減少し、どちらかが0になったライダーは戦闘に参加することができない。

### マップ・戦闘
各地方のMAP画面はルーレットによって出た数値によって進むすごろく形式を取っており、ルーレット内の数値はエンジンの性能によって数値が上昇する。なお、止まったマスによって仮面ライダーに影響を及ぼすイベントが発生するものもある。その例として、タイヤのパンクがあり、パンクしたバイクのライダーはパンク修理されない限り戦闘することができない。
何もイベントが起こらない場所で止まると敵との遭遇画面に移行する。ここで戦うか逃げるかを選択できるが、逃走に失敗した場合はそのまま戦闘となる。戦闘方法は敵味方が交互にバイクレーンに並び、1体毎に行動するターン制のスプリントレース形式。ターンごとにバイクを走らせるコマンド以外にも、隣接する敵を足止めする「妨害」やアイテムの使用ができる。各レーンの一部には妨害するトラックが置かれていることもあり、これに接触すると強制的に進行停止かつスキップされるため、先を見越して妨害に回るかの選択肢となる。戦闘終了条件は、敵味方含めて最大3体までをゴールまで移動させる、ミサイルを使用して耐久力をゼロにし敵および味方のどちらかを全滅させる、の2つがある。戦闘に勝利したライダーには経験値が与えられ、お金を得られ、より速くゴールすることで多くもらうことができる。敵がゴールした場合は、ゴールしていないライダーのバイクの耐久力が減る。なお、イベント戦闘の場合は勝利条件によって即ゲームオーバーになることもある。
資金として獲得したお金はアイテムショップで、マップ画面やスプリントレースで使用するアイテムを購入したり、マップに点在するガソリンスタンドでの燃料補給・耐久力回復・パンク修理で使用される。また、MAP画面上ではマスによってコインを拾うことができ、カジノで稼いだり、集めたコインを「不動産」で物件や道を買うことに使用できる。
各地方に点在するアジトでの宿敵との対戦はサーキットマップでのレース型すごろく形式。敵は一体ずつ別個に登場し、ライダーはチームと言う形でピットインを任意で利用する交代制となる。勝利条件は3週分周回し、ライダーチームが1位でゴールするか、敵の全滅。敗北条件は、逆に敵が1位を取る、および耐久力が0になった時。ルーレットによって移動し、移動した後はカードを一枚引き、それに描かれた行動を取る。敵と重なり合った場合はバトルズームと言う戦闘画面に移行し、ボタンの連打で耐久力を削りあう。耐久力が0になった敵はマップから除外される。

## スタッフ
- ゼネラル・プロデューサー：SUNNY SASAKI
- プロデューサー：服部大三郎
- ディレクター：保光峰之
- ゲーム・デザイン：島田晋作、保光峰之、GODDEMN NAK
- メイン・プログラム：なかしまゆうじ
- プログラム：おかじまとおる
- サンクス：あらいひろゆき、にしだともひろ
- サブ・スクリプト：OKKEY
- グラフィック：島田晋作、保光峰之、あらいみゆき
- 音楽：YAMADA
- スペシャル・サンクス：KNIGHT SUZUKI
- デディケイド：にしだともひろ

## 評価
ゲーム誌『ファミコン通信』の「クロスレビュー」では合計19点（満40点）、『ファミリーコンピュータMagazine』の読者投票による「ゲーム通信簿」での評価は以下の通りとなっており、19.8点（満30点）となっている。
| 項目 | キャラクタ | 音楽 | お買得度 | 操作性 | 熱中度 | オリジナリティ | 総合 |
| 得点 | 3.6        | 3.2  | 3.1      | 3.2    | 3.2    | 3.5            | 19.8 |